# Danh sách trường đại học ở Việt Nam đào tạo ngành Kỹ thuật máy xây dựng
Chương trình Kỹ thuật Máy xây dựng nhằm đào tạo kỹ sư có khả năng nghiên cứu, thiết kế, chế tạo, quản lý, kinh doanh, tổ chức và khai thác kỹ thuật các loại máy móc thiết bị sử dụng trong thi công xây dựng, trong ngành sản xuất VLXD như:
1. Các loại máy và thiết bị nâng chuyển: Cần trục, thang máy, thang cuốn, các loại máy và thiết bị dùng để bốc xếp, vận chuyển...
2. Các loại máy và thiết bị phục vụ công tác đất và gia cố nền móng: Máy xúc, máy ủi, máy cạp, máy san, máy đóng cọc, lu lèn...
3. Các loại máy và thiết bị sản xuất VLXD: Nghiền, sàng, các loại máy phục vụ công tác bê tông, máy SX các sản phẩm từ bê tông, máy và thiết bị trong SX các VL gốm sứ, xi măng...
4. Các loại máy móc và tổ hợp thiết bị chuyên dùng: Các loại máy và thiết bị làm mặt đường, khoan cọc nhồi, trạm trộn bê tông, trạm nghiền sàng đá...

Hiện nay, Kỹ sư Máy xây dựng được đào tạo tại các trường đại học:
1. Trường Đại học Xây dựng,
2. Học viện Kỹ thuật Quân sự,
3. Trường Đại học Giao thông vận tải,
4. Trường Đại học Công nghệ Giao thông Vận tải,
5. Trường Đại học Thủy lợi,
6. Trường Đại học Bách khoa Đà Nẵng,
7. Trường Đại học Bách khoa thành phố Hồ Chí Minh,
8. Trường Đại học Ngô Quyền
9. Trường Đại học Giao thông vận tải Thành phố Hồ Chí Minh